# Willy Schmidt (Gewerkschafter)
Willy Schmidt (* 26. Juli 1911 in Duisburg; † 21. September 2003 in Köln) war ein deutscher Gewerkschaftsfunktionär und Widerstandskämpfer gegen den Nationalsozialismus.

## Leben
Schmidt absolvierte nach dem Ende seiner Schullaufbahn eine Lehre zum Setzer und Drucker. Er engagierte sich in der Sozialistischen Arbeiterjugend (SAJ) und den Jungsozialisten. Ab 1925 gehörte Schmidt der Buchdruckergewerkschaft in Duisburg an, wo er Jugendleiter wurde und später Delegierter des Allgemeinen Deutschen Gewerkschaftsbundes (ADGB). Aus Enttäuschung über die politische Zielsetzung der SPD zur Zeit der Weimarer Republik und den schwindenden Einfluss deren Jugendorganisationen schloss er sich Anfang der 1930er Jahre dem Kommunistischen Jugendverband Deutschlands (KJVD) sowie der Kommunistischen Partei Deutschlands (KPD) an.
Nach der Machtergreifung der NSDAP 1933 und der Zerschlagung der KPD setzte Schmidt seine politischen Aktivitäten illegal als Kurier, Quartiermacher, Kassierer und Organisationsleiter bei der Bezirksleitung Ruhrgebiet fort. Nach der Festnahme von August Stötzel übernahm er dessen Posten als politischer Leiter in der Organisation. Schmidt wurde am 14. März 1934 verhaftet, wegen „Vorbereitung zum Hochverrat“ angeklagt und zu drei Jahren Haft im Zuchthaus verurteilt. Nach der Haftzeit im Zuchthaus Dortmund–Lüttringhaus wurde Schmidt 1937 ins KZ Lichtenburg eingewiesen und von dort im Juli 1937 in das neu errichtete KZ Buchenwald verlegt. In Buchenwald war Schmidt als Funktionshäftling, zuletzt als stellvertretender Häftlingslagerschutzkapo, führender Angehöriger des politischen und militärischen Lagerwiderstandes. Am 11. April 1945 wurde Schmidt im KZ Buchenwald befreit.
Nach Kriegsende kehrte Schmidt nach Duisburg zurück und hatte dort für ein Jahr den Posten des Parteisekretärs der KPD inne und gehörte dem Duisburger Entnazifizierungsausschuss an. Schmidt der Mitbegründer der Vereinigung der Verfolgten des Naziregimes (VVN) war, wurde 1952 wieder Mitglied der SPD. Vor die Wahl gestellt, seine Wirkungsmöglichkeit als Gewerkschafter zu verlieren oder sein Parteibuch der KPD zurückzugeben, hatte sich Willy Schmidt für Letzteres entschieden. Ab Anfang März 1946 war er bei der IG Metall tätig: Zunächst als Gewerkschaftssekretär, von 1954 bis 1958 als Angehöriger der Bezirksleitung Köln und von 1958 bis zu seiner Pensionierung 1977 als Vorstandssekretär in Frankfurt am Main. Schmidt übernahm nach seiner Pensionierung den Vorsitz des Seniorenausschusses des DGB Frankfurt sowie der dortigen IG Metall. Zudem war er Angehöriger des Landesseniorenarbeitskreises des DGB-Landesbezirks Hessen, des DGB-Kreisvorstandes Frankfurt sowie Delegierter der Vertreterversammlung der Verwaltungsstelle der IG Metall Frankfurt. Schmidt gehörte zudem führend KZ-Opferverbänden an, so als Angehöriger der Leitung der Lagergemeinschaft Buchenwald-Dora und als Mitglied des Internationalen Lagerkomitees Buchenwald-Dora und Kommandos. Er war Herausgeber der Zeitschrift Die Glocke vom Ettersberg und arbeitete an ihr redaktionell mit. Im Zuge der ZeitzeugInnengespräche – Wider das Vergessen klärte er Jugendliche über den Nationalsozialismus und antifaschistische Widerstandsaktivitäten auf.
Schmidt wurde 1991 mit der Johanna-Kirchner-Medaille der Stadt Frankfurt am Main ausgezeichnet.
Am 30. April 2014 wurde der Platz vor dem Bezirksamt Duisburg-Süd nach ihm benannt. Zusätzlich wurde eine Erinnerungstafel aufgestellt. Diese Umbenennung erfolgte auf Antrag der Bezirksversammlung und unterstützt durch die IG Metall Duisburg-Dinslaken und die VVN-BdA Duisburg.

## Veröffentlichungen
- Willy Schmidt u. a. (Hrsg.): Willi Bleicher – Ein Leben für die Gewerkschaften. Nachrichten Verlagsgesellschaft, Frankfurt am Main 1983, ISBN 3-88367-050-2.